# Rhodochlora achroma
Rhodochlora achroma là một loài bướm đêm trong họ Geometridae.